# کیکمویر (دژ)
کیکمویر (انگلیسی: Cakemuir Castle) قلعه‌ای است در میدلودین در اسکاتلند.